# Teehäuschen (Aurich)

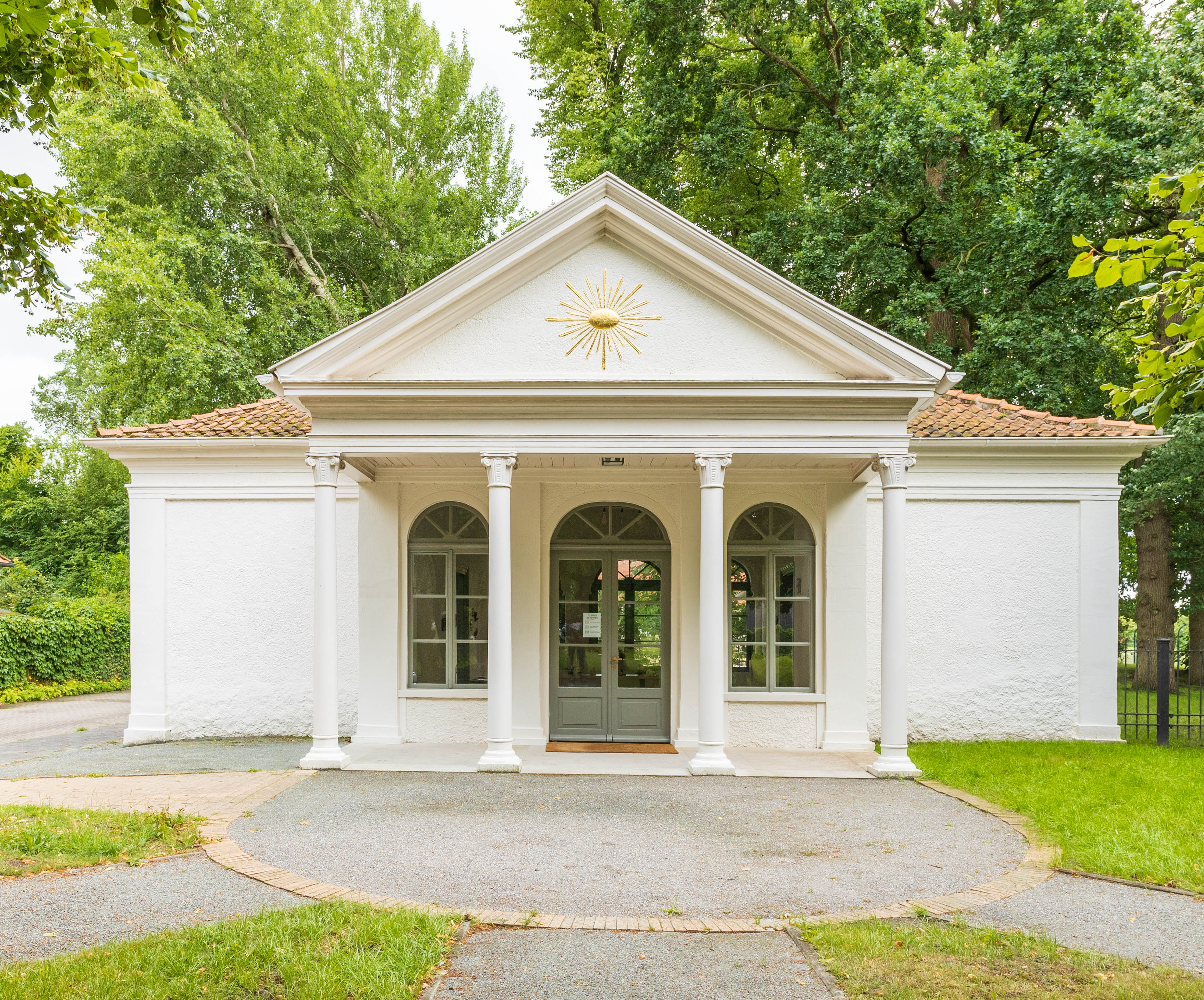
Das Teehäuschen in Aurich

Das Teehäuschen in der ostfriesischen Kreisstadt Aurich (Landkreis Aurich, Niedersachsen) ist ein unter Denkmalschutz stehender Bau aus dem 19. Jahrhundert.

## Geschichte
Das Teehäuschen wurde je nach Quelle 1803 oder 1807 von dem Auricher Architekten Conrad Bernhard Meyer als Gartenhaus und Mittelpunkt eines Lustgartens für den Bauherrn Christian Bernhard Conring errichtet. Für die Zeit von 1937 bis nach 1945 wurde es zum Kindergarten ausgebaut und erhielt an der Südwestseite einen Anbau. Nach dem Zweiten Weltkrieg ging das Gebäude in den Besitz des Landes Niedersachsen über und diente als Obdachlosenquartier. Im Laufe der Jahre zeigten sich Verfallserscheinungen. Schließlich kaufte die Stadt Aurich dem Land das Gebäude nebst Grundstück am 10. September 1969 für 18.199 DM ab. Im Jahre 1973 mietete der Kunstbildhauer Friedrich Büschelberger das Teehäuschen bis zu seinem Tode im Jahre 1990 als Wohnung und Atelier, obwohl er bereits 1986 endgültig aus Aurich wegzog. Nachdem die Stadt 1992 das Gebäude grundlegend renovieren und umgestalten ließ, fand dort der 1988 gegründete Kunstverein Aurich sein Domizil. Dieser hat im Teehäuschen inzwischen weit über 100 Ausstellungen organisiert. Das Gebäude wird daher auch als Kunstpavillon bezeichnet.

## Baubeschreibung
Bei seinen Entwürfen für das Teehäuschen orientierte sich Meyer an Antentempeln, die eine der ältesten und einfachsten Formen des griechischen Tempels darstellen. Das klassizistische Gebäude wirkt mit seinem Grundriss in Form eines griechischen Kreuzes wie eine „Miniaturausgabe der Reformierten Kirche“. Der Vorbau an der Nordseite wird von vier stilisierten korinthischen Säulen getragen. Die Südseite hatte im Ursprungsbau ebenfalls einen heute nicht mehr vorhandenen Portikus, der dem an der Nordseite glich. Der Vorbau an der südwestlichen Seite wurde dem Bauwerk um das Jahr 1937 angefügt. Dort sind heute eine kleine Küche, die Heizung und eine Toilette untergebracht.